# Oromocto
Oromocto is een plaats (town) in de Canadese provincie New Brunswick en telt 8412 inwoners (2006). De oppervlakte bedraagt 22,37 km².
De plaats ligt aan de Saint John River, 20 km ten zuidoosten van Fredericton.